# Castel Boglione
Castel Boglione – miejscowość i gmina we Włoszech, w regionie Piemont, w prowincji Asti.
Według danych na styczeń 2009 gminę zamieszkiwało 649 osób przy gęstości zaludnienia 54 os./1 km².